# Granota leopard
La granota leopard (Lithobates pipiens), coneguda també com a granota de cua de serp o granota leopard del nord, és una espècie d'amfibi anur que pertany a la família dels rànids.
Aquesta espècie es pot trobar principalment a les regions del nord dels Estats Units i a les províncies del sud del Canadà. Prefereix hàbitats aquàtics com estanys, llacs i rierols, així com zones humides adjacents amb vegetació densa. La granota leopard és reconeixible per la seva complexió robusta, la seva pell punxeguda i la seva coloració que varia entre un verd més fosc a un marró, adornada amb taques negres. La reproducció d'aquesta espècie té lloc durant la primavera, quan les femelles posen els ous en aigua dolça. La seva dieta inclou una gran varietat d'invertebrats, així com petits vertebrats, com ara altres granotes i peixos. La granota leopard és una espècie que necessita protecció perquè està en perill a causa de la destrucció del seu hàbitat i la contaminació de l'aigua. És un animal nocturn que passa el dia amagat entre la vegetació o sota pedres.